# Žiri
Žiri (IPA: [ʒiˈɾiː], in passato in tedesco Sairach) è una città della Slovenia appartenente alla regione statistica dell'Alta Carniola di 4 876 abitanti. Il comune è situato nell'omonima conca, al confine col Goriziano sloveno.

## Storia
Nel 1809, in periodo napoleonico, Žiri col Trattato di Schönbrunn era stato inglobato nelle Province Illiriche. Nel 1813 la regione ritornò sotto il controllo militare austriaco, ritornando ufficialmente a far parte dell'Impero austriaco nel 1815 col Congresso di Vienna. Dal punto di vista amministrativo la cittadina (nota anche col toponimo tedesco di Sairach o Sayrach) faceva parte come nei secoli precedenti del Ducato di Carniola (a sua volta inquadrato sino al 1849 nel Regno d'Illiria) e costituiva un comune catastale autonomo, che includeva anche i villaggi di Bresenza (Breznica o Bresnik), Osojnica (ted. Ossoniz o Ossoinitz), Brekovice (ted. Brekautze) e Goropeke (ted. Ariopek). La Žiri o Sairach dell'epoca corrispondeva all'attuale Stare Žiri, la parte vecchia della cittadina.
In seguito il comune si allargò, inglobando i vicini comuni catastali di:
- Ledine, con i villaggi di Govejk (o Govejek, ted. Goweck, Gowek o Koveck), Srnjak (ted. Sernak), Krnice Žirovske (l'attuale Ledinske Krnice, ted. Karnitze o Kernitze), Korita (o Korito) e Pečnik (ted. Petschnik);
- Vrsnik (ted. Wresnik o Bresnig), con i villaggi di Gorenji Vrsnik (ted. Oberwresnik), Dolenji Vrsnik (ted. Unterwresnik o Unterbresnig), Ravne o Rovne (ted. Rauna o Raune), Sovra (ted. Soura) e parte dei villaggi di Žirovnica (ted. Scheraunitz, Scherouenza o Scheraunza) e Podklanec (ted. Podklanz);
- Opale, con il villaggio di Izgorje (ted. Isgorie);
- Žirovski Vrh (ted. Sairachberg), con i villaggi di Nova Vas (ted. Neudorf) e Račeva (ted. Ratschowa);
- Dobračeva (ted. Dobratschewa, Dobratschowa o Dobrazhova), con i villaggi di Zabreznik, Selo (o Na Sello) e Stara Vas (ted. Starawas);
- Ledinica (Ledinza o Ledinze), con parte del villaggio di Jarčja Dolina (ted. Jartschadolina);
- Vrh (ted. Verch o Werch), con i villaggi di Lavrovec (ted. Laurauz), Hlevni Vrh (o Hleven vrh, ted. Hlevenverch o Hlewenwerch) e Hlevišče (ted. Hlevische o Hlewische).

Il comune di Žiri era incluso nel distretto giudiziario di Idria (Idrija) e in quello politico di Longatico (Logatec, ted. Loitsch).
Dopo la prima guerra mondiale l'Impero austriaco si sciolse. Žiri entrò a far parte del nuovo stato jugoslavo, ma una parte del suo territorio venne dapprima occupata dall’esercito italiano e poi definitivamente annessa al Regno d'Italia col Trattato di Rapallo del 1920. Si trovarono così dall'altro lato del nuovo confine italo-jugoslavo: Ledine (che ridivenne comune autonomo) e le frazioni che componevano il suo ex comune catastale (Ledinske-Krnice, italianizzata in Ledinza/Carnizza di Ledine; Pečnik, it. Pecinico; Govejk, it. Govecco; Korita, it. Corita), ma anche i villaggi di Bresenza/Bresenza d'Idria (Breznica pri Žireh), Ossonizza/Dogana (Osojnica) e gran parte dell'ex comune catastale di Vrsnik (Gorenji Vrsnik, it. Vresnico di Sopra/Versenico di Sopra; Dolenji Vrsnik, it. Vresnico di Sotto/Versenico di Sotto; Žirovnica, it. Zironizza/Serovenza).
Sul confine dell'epoca venne costruito da parte italiana, in un primo tempo, il cosiddetto Vallo Alpino orientale seguito poi da parte jugoslava, dal 1935, dalla cosiddetta Linea Rupnik. Nel comune è presente il “sentiero del Trattato di Rapallo” oltre al museo cittadino dedicato alle vicende belliche del primo conflitto mondiale.
Nel 1941, con l'invasione della Jugoslavia da parte delle truppe dell'Asse, Žiri venne inglobata nel Terzo Reich, assieme al resto della Slovenia settentrionale, passando sotto il profilo amministrativo nel Reichsgau Kärnten.
Nel 1945 l'area venne liberata dai partigiani jugoslavi ed entrò a far parte della Repubblica Socialista Federale di Jugoslavia. A seguito del Trattato di Parigi del 1947, Žiri tornò a inglobare Osojnica e Breznica (ora Breznica pri Žireh), i due villaggi del suo ex comune catastale passati all'Italia nel 1920.
Dal 1991, a seguito della dissoluzione della Jugoslavia, Žiri fa parte della Slovenia.

## Geografia antropica

### Suddivisioni amministrative
Il comune di Žiri è diviso in 18 insediamenti (naselja) di seguito elencati:
- Brekovice
- Breznica pri Žireh
- Goropeke
- Izgorje
- Jarčja Dolina
- Koprivnik
- Ledinica
- Mrzli Vrh
- Opale
- Osojnica
- Podklanec
- Račeva
- Ravne pri Žireh
- Selo
- Sovra
- Zabrežnik
- Žiri
- Žirovski Vrh